# Lilbouré
Lilbouré är en ort i Burkina Faso.   Den ligger i regionen Centre-Sud, i den centrala delen av landet, 70 km söder om huvudstaden Ouagadougou. Lilbouré ligger 309 meter över havet och antalet invånare är 934.
Terrängen runt Lilbouré är platt. Runt Lilbouré är det ganska tätbefolkat, med 56 invånare per kvadratkilometer.. Närmaste större samhälle är Binsboumbou, 15,8 km nordost om Lilbouré.
Omgivningarna runt Lilbouré är en mosaik av jordbruksmark och naturlig växtlighet.